# فار کرای کهن
فار کرای پرایمال (به انگلیسی: Far Cry Primal) یک بازی ویدئویی در سبک اکشن-ماجراجویی است که توسط یوبی‌سافت مونترآل توسعه یافته و به‌وسیلهٔ یوبی‌سافت در ۲۳ فوریه ۲۰۱۶ برای کنسول‌های پلی‌استیشن ۴ و ایکس‌باکس وان منتشر شده‌است، و در تاریخ ۱ مارس ۲۰۱۶ برای مایکروسافت ویندوز عرضه شد. این بازی به عنوان یک نسخهٔ اسپین‌آف از مجموعه اصلی فار کرای به‌شمار می‌رود. داستان در عصر حجر اتفاق می‌افتد و شخصیت اصلی بازی که «تاکار» نام دارد از آخرین بازمانده‌های قبیله (وینجا) است که برای بقای قبیله‌اش با قبیله‌های (اودام) و (ایزیلا) می‌جنگد. این بازی بعد از فارکرای ۱ اولین نسخه اصلی از این سری است که فقط دارای ۱ پایان است.

## روند بازی
فار کرای پرایمال یک بازی اکشن-ماجراجویی با دید اول شخص در محیطی جهان باز است. برخلاف سایر عناوین این مجموعه، داستان این قسمت در ده هزار سال پیش از میلاد مسیح است و در دوران عصر حجر روایت می‌شود؛ بنابراین اسلحه‌ها در بازی مربوط به ده هزار سال گذشته‌است که شامل سلاح‌هایی مانند کمان، نیزه، چماق استخوانی و… است. این سلاح‌ها می‌توانند در طی بازی ارتقاء هم پیدا کنند. همچنین این نسخه تنها دارای حالت تک‌نفره و فاقد بخش چندنفره می‌باشد.
یکی از قابلیت‌های مهم تاکار، دید شکارچی (به انگلیسی: Hunter Vision) است که با فعال کردن آن تاکار می‌تواند اشیای مهم (مانند انسان، حیوان، گیاهان مهم، خون و…) را با رنگ‌های متفاوت ببیند. این قابلیت در پیدا کردن اشیایی که بسیار مهم هستند ولی در حالت عادی به سختی دیده می‌شوند کاربرد دارد. بازیکن قادر به تنظیم مدت زمان این قابلیت خواهد بود.
با پیشرفت در بازی تاکار قادر به رام نمودن حیوانات است. برای مثال جغدی در بازی وجود دارد که تاکار او را در حالت خلسه رام کرده‌است؛ تاکار می‌تواند به‌وسیلهٔ این جغد از بالا همه چیز را ببیند و حتی به دشمنان حمله کند. اما این قابلیت در فاصلهٔ محدودی از تاکار کاربرد دارد. همین‌طور تاکار می‌تواند حیوانات وحشی مانند گرگ، پلنگ، خرس، ببر، شیر و… را رام کند و حتی سوار آنان شود یا با آنان دشمنانش را از بین ببرد.
روشن کردن آتش اردوگاه‌ها در بازی باعث می‌شود تا تاکار بتواند بین اردوگاه‌ها سریع سفر کند. (این قسمت در مقابل کلمه Fast Travel آمده‌است) هرچند که تاکار می‌تواند در هر کجای بازی از آن استفاده کند اما در مواقع خطر (مانند مورد حمله قرار گرفتن توسط حیوانات یا انسان‌ها) این قابلیت عمل نمی‌کند. گاهی اوقات تاکار باید اردوگاه را از چنگ دشمنان درآورد و سپس آتش را روشن کند.
سیستم ارتقا در بازی بدین صورت است که تاکار با نابود کردن دشمنان، اتمام مراحل (فرعی یا اصلی)، روشن کردن آتش اردوگاه، پیدا کردن تعدادی جا دست‌های مخصوص و… مقداری XP دریافت می‌کند که این یک نوار را پر می‌کند. هر تعداد که این نوار پر شود تاکار می‌تواند توانایی‌های بیشتری را در اختیار داشته باشد؛ به‌طور مثال اگر نوار برای دو بار پر شود تاکار می‌تواند یک قابلیت دو امتیازی و دو قابلیت تک امتیازی را باز کند.
اما نکتهٔ مهمی که در بازی وجود دارد آن است که تاکار علاوه بر ارتقاء بخشیدن توانایی‌های فردی، می‌تواند توانایی‌های یارانش را نیز بهبود ببخشد. این کار نیز بر خود تاکار تأثیر دارد. این موضوع تصمیم‌گیری را در بازکردن قابلیت‌ها سخت‌تر می‌کند.
تاکار باید تعدادی از افراد مهم قبیله‌اش را پیدا کند. هر چقدر بازیکن بتواند سایر افراد را بیابد، در صفحه ارتقا، قسمت ارتقای مربوط به شخصیت باز می‌شود و بازیکن می‌تواند از قابلیت‌های ایشان استفاده کند. همچنین تاکار باید کلبه‌های ایشان را ارتقا ببخشد که این نیز به آن‌ها کمک می‌کند تا قابلیت‌هایشان افزایش پیدا کند.

### مراحل فرعی
در این بازی مراحل فرعی شامل نجات وینجاهای اسیر شده، شکار با سایر وینجاها، و نابود کردن دشمنان است تعدادی مراحل وجود دارند که تاکار با خلسه به جنگ دشمنان می‌رود یا به بدن جانور دیگری (مانند ماموت) حلول می‌کند.

## داستان
داستان بازی ۱۰۰۰۰ سال پیش از میلاد، یعنی پس از آخرین عصر یخبندان در سرزمین اُروس، در اروپای مرکزی رخ می‌دهد و داستان یک شخصیت به نام «تکار» که یک شکارچی از قوم «وِنجا» هست را دنبال می‌کند.
داستان از جایی آغاز می‌گردد که «تِنسای»، درون یک غار و با استفاده از نگاره‌های دیواری، داستان زندگی ونجاها و اینکه چطور سرزمین اروس را یافته‌اند، تعریف می‌کند. سپس می‌گوید که قبیلهٔ رقیب ونجاها، اودام، به همراه ایزیلا، ارباب آتش به آنجا رسیدند.
جایی بازیکن با تکار همراه می‌شود که او همراه با ونجاهای دیگری که در مسیر رسیدن به اروس هستند و چندین روز است شکاری به دست نیاورده‌اند، در حال شکار یک ماموت پشمالو هستند. پس از آنکه موفق می‌شوند یک ماموت جوان را از گله خارج کنند و بکشند، مورد حملهٔ یک چاقودندان قرار می‌گیرند. پس از آنکه چاقو دندان تمام اعضای گروه را درید، تکار به همراه دالسو باقی می‌مانند و دالسو برای نجات جانشان مجبور می‌شود خود و تکار را از لبهٔ یک صخره به پایین بیندازد. با این حال دالسو پس از سقوطشان تنها چند ثانیه زنده می‌ماند و تکار به راهش ادامه می‌دهد. تکار به دالسو در واپسین نفس‌هایش قول می‌دهد که اروس را پیدا کند و سپس دالسو را به نحوی مناسب دفن می‌کند.
تکار پس از به دست آوردن یک کمان و شکار چند بز و یافتن یک پناهگاه، تیری می‌یابد که مشخص است یک ونجا آن را ساخته‌است. سپس تکار یک چماق می‌سازد و با آتش زدن آن می‌تواند راهش را در تاریکی پیش بگیرد و با بینایی شکارچیانهٔ خود به دنبال صاحب تیر پیدا شده بگردد. او ابتدا با گرگ رو به رو شده و می‌تواند او را با استفاده از مشعلش دور کند، و سپس «سایلا» را در یک غار در حالی می‌یابد که مشغول جدا کردن گوش‌های یک جنازه است. سایلا ابتدا تکار را دشمن می‌پندارد و تکار به همین دلیل نمی‌تواند به او دربارهٔ چاقودندانی که نزدیک می‌شود، هشدار دهد. پس از آن نزدیک است که سایلا طعمهٔ چاقودندان شود، اما تکار با مشعلش می‌تواند چاقودندان را به عقب براند و فرصتی برای فرار خویش و سایلا مهیا کند و آن‌ها در حین فرار وارد اروس می‌شوند.
سپس سایلا متوجه می‌شود که تکار مانند خودش یک ونجا است و پس از آنکه با یکدیگر آشنا می‌شوند، تکار می‌پرسد که چرا او در غاری که مأوای یک چاقودندان است حضور داشته و سایلا می‌گوید که به گوش‌ها نیاز داشته‌است. سپس سایلا او را به خانهٔ خویش برده و با انواع توت از او پذیرایی می‌کند. سپس برای تکار از اول (Ull)، رهبر اودام‌ها تعریف می‌کند و می‌گوید که چطور دهکدهٔ ونجاها را از بین برده‌اند و ونجاها حال پراکنده و بی‌خانمان در اروس سرگردانند. سپس متوجه می‌شوند که سایلا از حملهٔ چاقودندان، زخم مهلکی بر کمرش برداشته است. سایلا از تکار می‌خواهد که مقداری برگ سبز برایش بیاورد تا بتواند زخمش را درمان کند و تکار در حین انجام این مأموریت، برای نخستین‌بار با اودامی‌ها رو به رو می‌شود. سپس تکار می‌خواهد که برای گشتن اروس برود و سایلا نیز از وی می‌خواهد که ونجاها را بیابد و آن‌ها را به آنجا بیاورد تا یک دهکدهٔ امن برای هم بسازند.
در نخستین برخورد، تکار در یک غار یک شمن‌باور به نام تنسای را می‌یابد که به او می‌گوید که روحی قدرتمند دارد. تنسای مشغول درست کردن یک معجون می‌شود و در همین حال از روح قدرتمند تکار صحبت می‌کند. تکار از او می‌خواهد که به دهکدهٔ آن‌ها بیاید، اما او نمی‌پذیرد و پس از ریختن چند قطره از خون تکار در معجون، از او می‌خواهد که آن را بنوشد. پس از آنکه تکار امتناع می‌ورزد، تنسای به اجبار معجون را در دهان او می‌ریزد و سپس تکار از هوش می‌رود. تکار در رؤیا و بینشش، خود را در میان درنده‌هایی می‌بیند که نه از او می‌ترسند و نه به او حمله می‌کنند. سپس او روح یک جغد را، پیاده و در حال پرواز دنبال می‌کند. در انتهای بینش خود، تکار سعی می‌کند جغد را رام کند و می‌گوید که از این به بعد، او چشمان او در آسمان است. سپس تکار به هوش آمده و شک دارد که این یک خواب ساده باشد. تنسای به او می‌گوید که این یک رؤیا نبوده و روح آن جغد او را ارباب درنده‌ها نامیده‌است. سپس از تکار می‌خواهد که یک گرگ سفید را رام کند و در انتها به دهکدهٔ آن‌ها می‌پیوندد.
با رسیدن خبر متحد شدن دوبارهٔ ونجاها، اول دستور می‌دهد که به دهکدهٔ آن‌ها حمله کنند و برای اولین‌بار با تکار رو به رو می‌شود. تکار موفق می‌شود که این حمله را دفع کرده و یک کمپ اودام‌ها را نابود کند، اما چند ونجا را از دست می‌دهد. سایلا به او می‌گوید که او باید اول را بکشد و یکی از گوش‌هایش را به عنوان شاهدی برای ادعایش بیاورد تا به او ایمان بیاورد.
تکار برای آنکه دهکده‌اش را از حمله‌های احتمالی آینده حفظ کند، سه ونجا را می‌یابد: ووجا، یک سازندهٔ سلاح، کاروش، که یک جنگجوی تک چشم است و انگیزه‌های انتقام شخصی از اودام‌ها دارد و جیما، یک شکارچی پیر و باتجربه. او همچنین اورکی هم می‌یابد، کسی که فکر می‌کند افکاری پیشرو دارد و طرح‌هایی مطرح می‌کند که از زمان خودش جلوتر است.
تکار با کمک تنسای انگیزهٔ اصلی حملهٔ اودام‌ها را پیدا می‌کند و می‌تواند فرماندهٔ اودام‌ها، «داه» را بیابد و پس از دستگیری نحوهٔ ساخت یک بمب زنبورعسل را از او بیاموزد. سایلا از این موضوع خشمگین می‌شود و از تکار می‌خواهد که داه را مقابل چشم ونجاها اعدام کند. تکار پس از این به دنبال گروهی از ونجاها می‌رود که قصد دارند بدون اجازهٔ او داه را اعدام کنند و داه می‌پذیرد در عوض جانش به او کمک نماید.
تنسای به تکار خبر می‌دهد که قبیلهٔ ایزیلا دارد از تعدادی از ونجاها بردگی می‌کشد و آن‌ها را در آتش می‌سوزاند. تکار اردوگاه بردگان ایزیلا را یافته و آن را با آتش نابود کرده و ونجاها را از آنجا می‌گریزاند، اما خودش اسیر ایزیلا می‌گردد. باتاری، رهبر قبیلهٔ ایزیلا، از تکار می‌خواهد که به او بپیوندد، چرا که از توانایی‌های او خوشش آمده‌است. وقتی تکار جواب منفی می‌دهد، باتاری او را درون یک گودال آتش می‌اندازد تا زنده زنده بسوزد. تکار از آنجا گریخته و به دهکده‌اش بازمی‌گردد، اما جرقه‌های جنگ میان ونجا و ایزیلا نیز زده شده‌است.
تکار با کمک تنسای نقطهٔ ضعف ایزیلا را می‌یابد و با حمله به اردوگاه ایزیلا، روشانی، فرماندهٔ ایزیلا را به اسارت درآورده و جانش را در ازای فرمول ساخت بمب آتش‌زا و دانه‌های قابل کشت، می‌بخشد. وقتی تکار متوجه می‌شود که ایزیلا تضعیف شده، وارد معبد او شده و ماسک کراتی، پسر درگذشتهٔ باتاری را که سعی کرده بود شورشی را علیه او رهبری کند و شکست خورده بود را بدزدد. در معبد او با باتاری رو به رو می‌شود اما پیش از آنکه باتاری بتواند کاری بکند، او را با تیر می‌زند و از آنجا می‌گریزد. حالا تکار به چیزی مسلح شده که باتاری از آن وحشت دارد. تکار به سرزمین‌های ایزیلا حمله کرده و سوار بر یک ماموت دروازهٔ آن را می‌شکند و ونجاهایی که آنجا اسیر شده‌اند را یک به یک نجات می‌دهد تا یک ارتش برای حمله به مقر اصلی باتاری تشکیل دهد و سپس هنگام حمله ماسک کراتی را گذاشته و پس از کشتن عده‌ای باتاری را می‌یابد و زنده زنده می‌سوزاند. تکار به دهکدهٔ خودشان بازمی‌گردد و با ونجاهای دیگر کشته شدن باتاری و از بین رفتن تهدید او را جشن می‌گیرند. روشانی هم می‌پذیرد در دهکدهٔ آن‌ها بماند و کشاورزی با دانه‌ها را به آن‌ها بیاموزد.
سپس تکار قصد می‌کند به اول برسد. سایلا به او می‌گوید برای ساختن پادزهر دود سمی‌ای که در ورودی قرارگاه اول قرار دارد باید نوعی گلبرگ زردرنگ کمیاب را در نواحی شمالی بیابد و سپس سایلا برای او پادزهر را تولید می‌کند و پس از آن حمله‌ای تک‌نفره رو به اودام آغاز می‌کند و به غار اول حمله می‌کند و با استفاده از قندیل‌های غار با او مبارزه کرده و او را می‌کشد. هنگام مرگ، اول از تکار می‌خواهد که دو کودکش را نجات دهد، چرا که او قصد داشته مردمش را از خطر انقراض نجات دهد، همان‌طور که او برای نجات ونجاها مبارزه کرده‌است. تکار به دهکده بازگشته و دوباره مردم به شادی می‌پردازند و می‌پذیرند آزار و اذیت داه را نیز پایان دهند و او را ببخشند.
در انتها ما دختر اول را می‌بینیم که با موفقیت یک خرس را رام می‌کند و مهارت‌هایی شبیه به مهارت‌های تکار دارد.